# Sauris triseriata
Sauris triseriata är en fjärilsart som beskrevs av Moore 1887. Sauris triseriata ingår i släktet Sauris och familjen mätare. Inga underarter finns listade.